# Mitnehmer

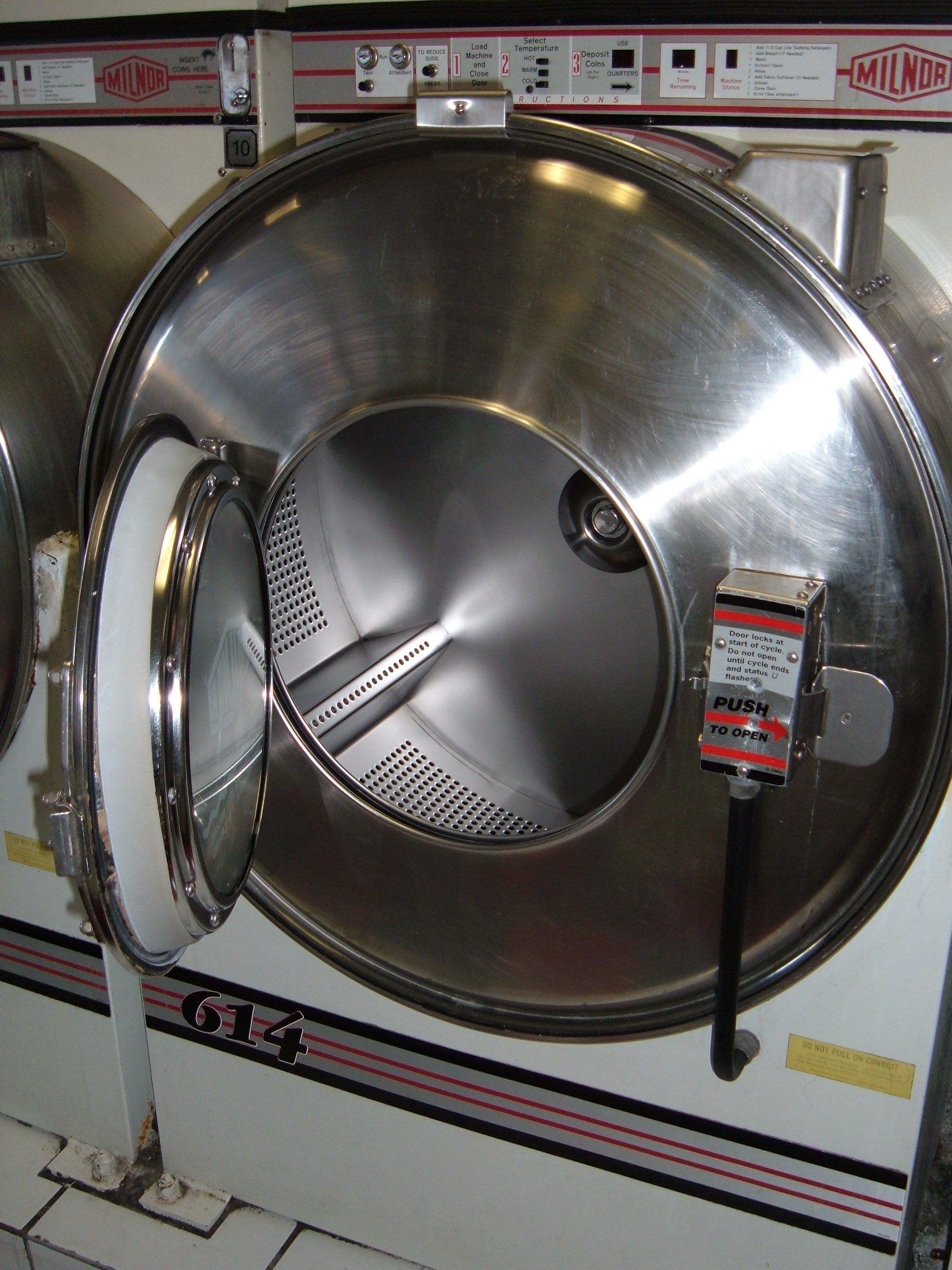
Ein Mitnehmer ist im Inneren der Maschine erkennbar.

Als Mitnehmer (engl. driver) bezeichnet man ein Maschinenteil, der bei Bewegung einen anderen Teil oder ein Werkstück ebenfalls in Bewegung versetzt, also mitnimmt.
Eine bekannte Form eines Mitnehmers ist die Trommelrippe (engl. lifter, paddle oder baffle) in einer Waschmaschinentrommel. Diese ist in der Regel eine Platte in der Trommel, an der die Wäsche bis zu einer bestimmten Höhe festhängt, danach wieder nach unten fällt und auf diese Weise durchgewirbelt wird. In einer Waschmaschine befinden sich mehrere Mitnehmer, die in Abständen zueinander angeordnet sind.
Mitnehmer werden in unterschiedlichen Formen und Ausführungen eingesetzt, z. B. in Trommelwaschmaschinen, ovalen Schließzylindern, Mischmaschinen (Betonmischer), Rührwerken aller Art im Haushalt (Küchenmaschinen) und Industrie (Teigverarbeitung), werden aber auch in der Fördertechnik verwendet.
Bei Drehbänken und Rundschleifmaschinen dient der Mitnehmer dazu, das zwischen den Spitzen eingespannte Werkstück von der Spindel der Werkzeugmaschine aus in Umdrehung zu versetzen (mitzunehmen). Auch bei den Spitzenapparaten der Fräsmaschinen sind Mitnehmer für die Rotation des Werkstücks erforderlich.
Auch die Sägeketten von Kettensägen und Kettenfräsen verfügen über Mitnehmer, welche für die Verteilung des Kettenhaftöls auf die Schiene verantwortlich sind.